# Гамильтон (аэропорт, Новая Зеландия)
Международный аэропорт Гамильтон (англ. Hamilton International Airport, (ИАТА: HLZ, ИКАО: NZHN)) — гражданский аэропорт, расположенный в городе Гамильтон (регион Уаикато, Новая Зеландия). Во время Второй мировой войны являлся одной из основных авиабаз Королевских военно-воздушных сил Новой Зеландии.

## История
В 1935 году на месте будущего Международного аэропорта Гамильтон была построена взлётно-посадочная полоса, предназначенная для приёма военных самолётов в качестве транзитного пункта остановки. Военный аэродром обеспечивал дозаправку самолётов, их минимальное техническое обслуживание, загрузку продуктов питания, а также предоставлял необходимые условия для отдыха лётчиков после дальних перелётов.
После окончания Второй мировой войны в регионе начинает развиваться туристическая индустрия. В 1950 году аэропорт принял свой первый коммерческий рейс, в 1965 году была построена взлётно-посадочная полоса с твёрдым покрытием и Аэропорт Гамильтон начал принимать турбовинтовые пассажирские самолёты. В 1988 году полоса с асфальтовым покрытием была укрупнена в длину и в ширину, после чего в Международный аэропорт Гамильтон стали открываться многочисленные регулярные рейсы из аэропортов Австралии.
В 1989 году Правительство Новой Зеландии передало Международный аэропорт Гамильтон из государственного подчинения в собственность муниципального и местного самоуправления, в результате чего 50 % собственности аэропорта оказалось в управлении городского совета Гамильтона, 15,625 % — в собственности региона Уаикато, 15,625 % — в регионе Уэйпа, 15,625 % — в регионе Матамата-Пиако и остальные 3,125 % — в регионе Оторохонга. Децентрализация управления привела к дальнейшему быстрому росту коммерческих операций аэропорта.
В 1994 году пассажирский терминал аэропорта стала использовать бюджетная авиакомпания Новой Зеландии Kiwi Travel International Airlines (не путать с американской авиакомпанией Kiwi International Air Lines), открывшая из Международного аэропорта Гамильтон множество чартерных и регулярных рейсов на самолётах Boeing 757 по местным и транстасмановым направлениям. Спустя два года дискаунтер Kiwi International Air Lines вошёл в состояние полного банкротства, однако практически все рейсы приняла на себя другая новозеландская авиакомпания Freedom Air, воздушный флот которой составляли самолёты Boeing 737. Некоторое время спустя компания сделала Международный аэропорт Гамильтон своим главным транзитным узлом (хабом).
В 1995 году сдано в эксплуатацию новое здание пассажирского терминала внутренних авиалиний, основной поток в котором пришёлся на регулярные рейсы между Гамильтоном и Аэропортом Веллингтона. В следующем году были закончены работы по реконструкции и расширению главного пассажирского терминала, проводившиеся в целях дополнительного привлечения в аэропорт иностранных авиаперевозчиков.
В 2005 году главный терминал подвергся масштабной модернизации и расширению собственных площадей, в результате которых операционная площадь терминала была увеличена на 60 процентов, введена новая система обработки багажа, внедрены современные системы проверки безопасности в залах внутренних и международных вылетов. Работы по модернизации терминала в полном объёме были завершены в конце 2007 года и обошлись бюджету аэропорта в 15,3 миллионов новозеландских долларов.
Международный аэропорт Гамильтон является базовым учебным центром компании CTC Aviation подготовки и переподготовки экипажей в Новой Зеландии. Британская CTC Aviation организует учебно-тренировочные полёты, работу на тренажёрах и прочие учебные направления подготовки экипажей нескольких крупных авиакомпаний, в числе которых находятся EasyJet, British Airways, First Choice Airways, Thomas Cook Airlines и Monarch Airlines. Большинство взлётов и посадок лайнеров, не совершающих коммерческие рейсы, приходится на одномоторные самолёты тренировочной базы CTC Aviation Robin R200, Diamond DA20, Cessna 172 и двухмоторные самолёты Diamond DA42.

## Операционная деятельность
В современном периоде Международный аэропорт Гамильтон обслуживает множество различных модификаций воздушных судов: турбовинтовые самолёты ATR-42, ATR-72, бизнес-джеты, региональные реактивные лайнеры вместимостью 40-80 пассажирских мест такие, как Embraer E195 и Bombardier CRJ-200. Несколько авиакомпаний выполняют регулярные перевозки на реактивных самолётах вместимостью 100—200 пассажирских мест: Boeing 737, Boeing 757 и Airbus A320. Порт сертифицирован также на приём крупных лайнеров Boeing 767, Airbus A300 и Airbus A330.
Руководством аэропорта рассматривается проект по расширению взлётно-посадочной полосы с 2195 до 2720 метров для возможности приёма более крупных самолётов с перспективой открытия дальнемагистральных рейсов в страны Азию.
Международный аэропорт Гамильтон работает 24 часа в день, семь дней в неделю.